# Ruud Geels

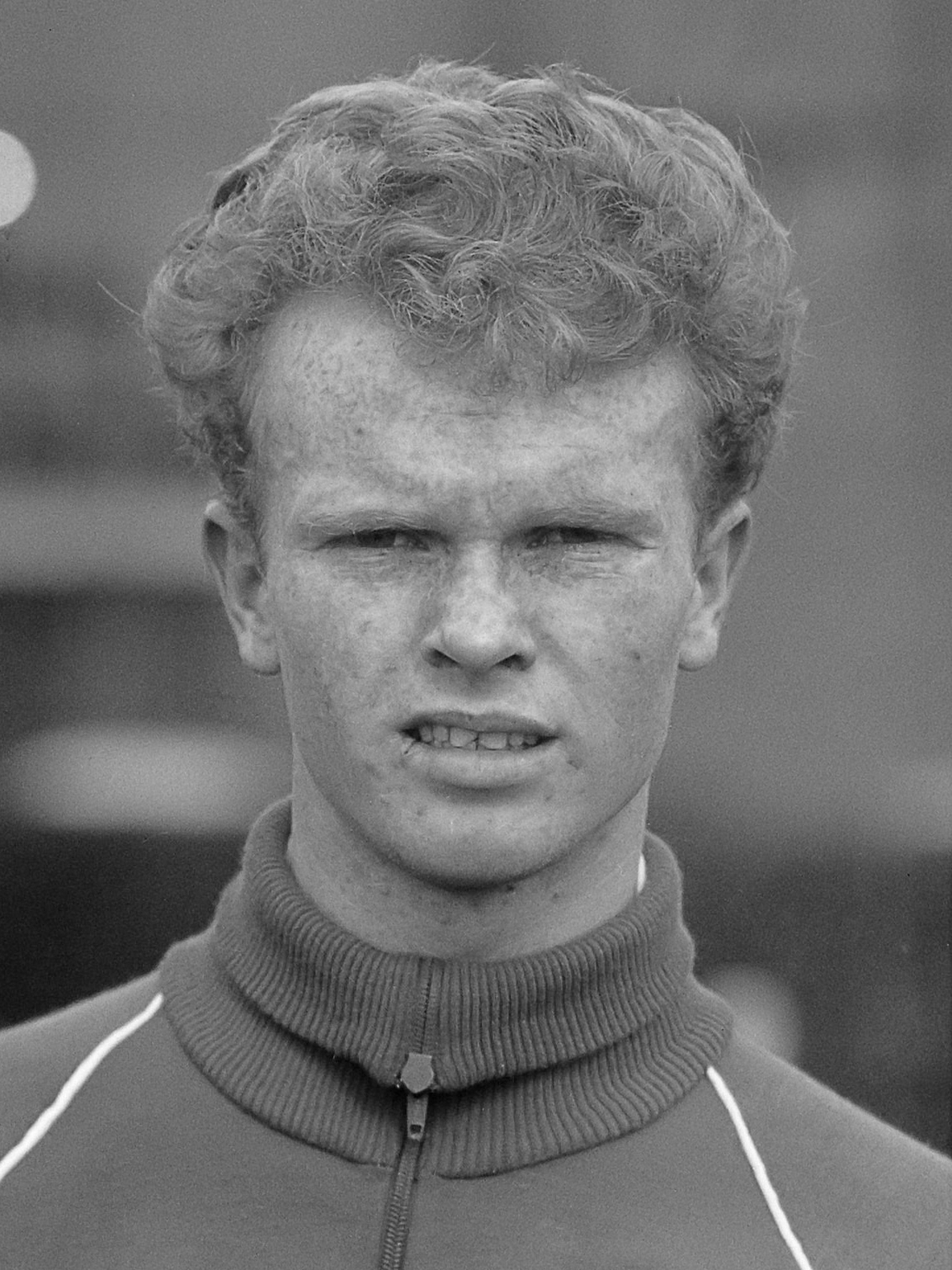
Ruud Geels bij Telstar, maart 1966.

Geertruida Maria (Ruud) Geels (Haarlem, 28 juli 1948 – aldaar, 18 november 2023) was een Nederlands voetballer die als aanvaller onder andere voor Feijenoord, Club Brugge, Ajax, RSC Anderlecht en PSV en voor het Nederlands elftal speelde. Geels gold als specialist voor kopballen. Hij werd vijf keer topscorer van de Eredivisie.

## Loopbaan

### Telstar, Feijenoord (1965-1970)
Geels voetbalde voor de amateurs van DSS en Onze Gezellen, waar hij tevens honkbalde, alvorens hij bij Telstar in Velsen/IJmuiden terechtkwam. Hij debuteerde op 27 februari 1966 op 17-jarige leeftijd in een uitwedstrijd tegen Feijenoord. Hij was semiprof, en was naast zijn voetballoopbaan werkzaam als huisschilder. Na acht wedstrijden en vijf doelpunten voor Telstar werd de aanvaller in de zomer van 1966 verkocht aan Feijenoord, dat de toentertijd hoge transfersom van 165.000 gulden voor hem betaalde. Bij Feijenoord verloor hij echter de concurrentiestrijd om de spitspositie van Ove Kindvall. In vier seizoenen Feijenoord kwam Geels tot 89 competitiewedstrijden en 46 doelpunten. In de Europa Cup speelde hij vijf wedstrijden en scoorde zesmaal. Hij won drie prijzen in deze periode: het landskampioenschap en de KNVB Beker, beide in seizoen 1968/69, en de Europa Cup I in seizoen 1969/1970. In de finale van de Europa Cup I behoorde Geels echter niet tot de selectie.

### Go Ahead, Club Brugge (1970-1974)
In 1970 vertrok Geels naar Go Ahead, de club van trainer Barry Hughes, dat een seizoen later de toevoeging 'Eagles' achter de naam kreeg. Hij kwam twee seizoenen uit voor deze ploeg, waarin hij 35 doelpunten maakte. In 1972 ging Geels voor het eerst in het buitenland voetballen, voor het Belgische Club Brugge. Hier scoorde Geels 28 doelpunten in 53 wedstrijden. In zijn eerste seizoen werd Geels Belgisch kampioen met Club Brugge. Hierna speelde Geels nog een tweede seizoen voor Club Brugge.

### Ajax (1974-1978)
Direct na het wereldkampioenschap voetbal 1974 maakte Geels de overstap naar AFC Ajax, waar hij vier seizoenen voor uitkwam. In 131 competitiewedstrijden scoorde Geels 123 maal. Hiermee werd hij viermaal op rij topscorer van de Eredivisie. Tegen Feyenoord op 1 november 1975 (uitslag 6–0) scoorde hij vijf keer. Het zesde doelpunt van Geels werd vlak voor tijd afgekeurd. Ook werd Geels in seizoen 1975/1976 topscorer in het Europa Cup III-toernooi met elf goals. Hij werd eenmaal landskampioen met Ajax (1976/1977) en verder een keer tweede en tweemaal derde. In seizoen 1977/78 speelde hij met Ajax in de KNVB Bekerfinale. Deze wedstrijd ging met 1–0 verloren tegen AZ'67.

### RSC Anderlecht (1978-1979)
Voor de tweede keer in zijn carrière vertrok hij in 1978 naar een Belgische ploeg, ditmaal de Brusselse club RSC Anderlecht. Hij speelde hier één seizoen waarin hij 25 keer scoorde. RSC Anderlecht finishte dit seizoen als tweede in de Belgische competitie, en had onder meer de Amsterdamse linkerspits Rob Rensenbrink in de gelederen.

### Sparta, PSV, NAC (1979-1984)
Zijn terugkeer in Nederland vanaf het seizoen 1979/1980 was bij Sparta Rotterdam, waar hij in het seizoen 1980/1981 voor de vijfde keer topscorer van de Eredivisie werd. Na twee seizoenen en 36 doelpunten vertrok hij om in het seizoen 1981/1982 bij PSV te gaan spelen. Door de transfer naar PSV was Geels de eerste speler die voor alle drie de topclubs van Nederland speelde.
In zijn eerste seizoen in Eindhoven speelde Geels 28 wedstrijden en trof vijftienmaal doel. Aan het begin van zijn tweede seizoen bij PSV kwam hij nauwelijks nog in actie voor PSV en kwam hij op de reservebank te zitten. In oktober 1982 verkaste hij naar NAC. In een speciale constructie kwam hij op de loonlijst van fabrikant Jamin, dat hem voor een periode van twee jaar en acht maanden uitleende aan NAC. Na het seizoen 1982/1983 degradeerde NAC uit de Eredivisie. In december 1983 werd Geels op een zijspoor gezet. In januari 1984 werd zijn contract ontbonden en stopte hij met betaald voetbal. Met 265 Eredivisietreffers staat Geels op de topscorerslijst aller tijden tweede, achter PSV'er Willy van der Kuijlen. Geels trainde nog af bij HFC EDO en ging honkbal en softbal spelen bij Onze Gezellen.

## Nederlands elftal
Geels kwam twintig keer uit voor het Nederlands elftal en maakte daarin elf doelpunten. Hij behoorde tot de selectie voor het WK 1974 met rugnummer 1, maar werd niet opgesteld en viel niet in. Later beschreef hij het verblijf in West-Duitsland als "de ergste weken uit mijn leven", niet zozeer vanwege het niet spelen, maar vooral door de dagelijkse pesterijen van het Ajax-duo Wim Suurbier en Ruud Krol. Op het Europees kampioenschap voetbal 1976 kwam hij, aanvankelijk als reserve, wel aan spelen toe. Hij scoorde drie doelpunten, waaronder twee in de wedstrijd om de derde plaats tegen gastland Joegoslavië, waaronder de beslissende 2-3 in de verlenging. In 1977 bedankte Geels voor een reserverol bij het Nederlands elftal en miste hierdoor het wereldkampioenschap voetbal 1978. Eind 1978 maakte hij zijn rentree in Oranje en zou in 1981 voor het laatst als international spelen.

## Biografie
In 2007 kwam een biografie over Geels uit: Altijd Raak! De boekpresentatie was in het DSB-stadion van AZ waar Louis van Gaal, een voormalige ploeggenoot bij Sparta, het eerste exemplaar kreeg overhandigd. Van Gaal schreef het voorwoord.

## Persoonlijk leven
Geels was de vader van Luciène Geels die jarenlang deel uitmaakte van het Nederlands damessoftbalteam en deelnam aan de Olympische Zomerspelen 1996. Hij overleed op 18 november 2023 op 75-jarige leeftijd. Hij leed al langere tijd aan de ziekte van Alzheimer.

## Erelijst
Als speler

| Competitie                            |           |           |           |           |
| Competitie                            | Aantal    | Jaren     |           |           |
| Feyenoord                             | Feyenoord | Feyenoord | Feyenoord | Feyenoord |
| ------------------------------------- | --------- | --------- | --------- | --------- |
| Europacup I                           | 1x        | 1969/70   |           |           |
| Eredivisie                            | 1x        | 1968/69   |           |           |
| KNVB Beker                            | 1x        | 1968/69   |           |           |
| Club Brugge                           |           |           |           |           |
| Eerste klasse                         | 1x        | 1972/73   |           |           |
| Ajax                                  |           |           |           |           |
| Eredivisie                            | 1x        | 1976/77   |           |           |
| RSC Anderlecht                        |           |           |           |           |
| Europese Supercup                     | 1x        | 1978      |           |           |
| Nationale trofee voor sportverdienste | 1x        | 1978      |           |           |

| Topscorer Eredivisie  | 5x | 1974/75 (30 doelpunten), 1975/76 (29 doelpunten), 1976/77 (34 doelpunten), 1977/78 (30 doelpunten), 1980/81 (22 doelpunten) |
| Topscorer UEFA Cup    | 1x | 1975/76 (11 doelpunten) |
| World Soccer World XI | 1x | 1976 |